# القصار (ميدي)

تعديل مصدري - تعديل

القصار هي إحدى قرى عزلة الجعدة بمديرية ميدي التابعة لمحافظة حجة، بلغ تعداد سكانها 160 نسمة حسب تعداد اليمن لعام 2004.